# Otomops johnstonei

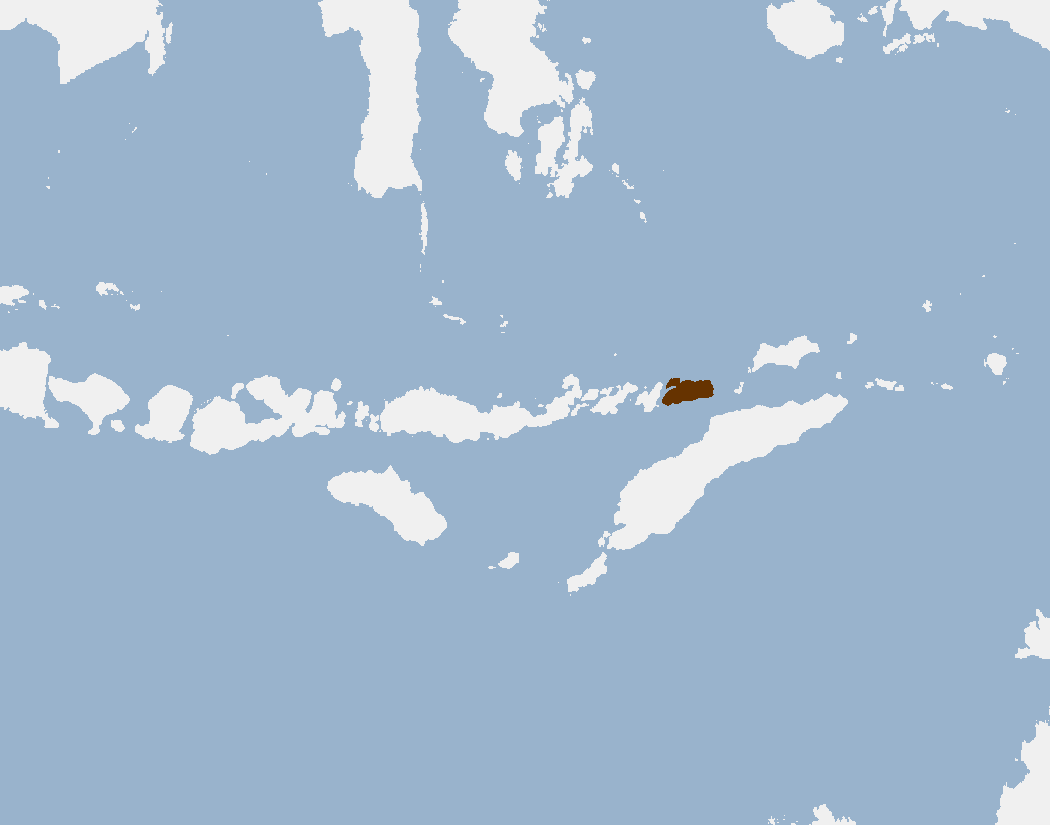
Leefgebied

Otomops johnstonei is een vleermuis uit het geslacht Otomops die voorkomt op het eiland Alor in de Kleine Soenda-eilanden (Indonesië). Deze soort is slechts van het holotype bekend en is genoemd naar Ronald Eric Johnstone van het Museum van West-Australië, als dank voor zijn hulp bij de expedities in de Kleine Soenda-eilanden waarbij deze soort, samen met vele andere voorheen onbekende vormen, werd gevonden.
De vacht van dit dier is bruin, met wat witte vlekken bij de oren. De nek en de keel zijn lichter van kleur. De lange, ronde oren zijn verbonden door een richel van behaarde huid. De oren zijn nauwelijks "gekreukeld". De kop-romplengte bedraagt 79,4 mm, de staartlengte 43,7 mm, de oorlengte 31,1 mm, de achtervoetlengte 11,9 mm en het gewicht 19,5 g.